# Église Notre-Dame-de-la-Nativité d'Unjat
Pour les articles homonymes, voir Notre-Dame-de-la-Nativité.
L'église Notre-Dame-de-la-Nativité d'Unjat est située au hameau d'Unjat faisant partie de la commune de La Bastide-de-Sérou dans le département de l'Ariège, en France.

## Localisation
Avec cimetière attenant, elle est isolée au sommet d'une colline à l'est du bourg de La Bastide-de-Sérou, desservie à partir de la RD 211, à proximité immédiate du golf.

## Historique
Une église romane dédiée à saint Vincent se trouvait sur le site où l'église actuelle a été bâtie au XVIe et XVIIe siècles.
L'église avec son cimetière est inscrite au titre des monuments historiques par arrêté du 30 septembre 1992.

## Description
Confortée par de solides contreforts, c'est une église massive à l'architecture extérieure disparate. Son clocher-mur est ouvert de trois baies sur deux niveaux. L'entrée est protégée par un abri disgracieux près duquel est érigée une statue de la Vierge sur un piédestal.
Un grand oculus sculpté éclaire le chœur dont la voute reçoit  dans la première moitié du XVIIe siècle des peintures représentant des têtes d'anges et des rinceaux.

## Mobilier
Cinq objets sont inventoriés dans la base Palissy.